# Laura Conejero
Laura Conejero (Barcelona, 8 de setembre de 1966) és una actriu catalana de teatre, cinema i televisió. Coneguda pel gran públic gràcies a les seves intervencions a series televisives com Poblenou, Sitges, Ventdelplà, Infidels, etc. Va participar en la sèrie diària de les tardes de tv3 La Riera, en el paper de Judit Pla. La Laura,també té una llarga trajectòria teatral, que li ha portat el reconeixement de públic i crítica, i també premis importants. És una actriu fetitxe del director teatral Sergi Belbel.

## Filmografia principal
Laura Conejero ha treballat en múltiples obres de teatre, sèries de televisió, pel·lícules de cinema i també en telefilms.
| - 1988: L'augment, de George Perec i direcció de Sergi Belbel. - 1989: Duros a quatre pessetes, de Santiago Rusiñol i direcció de Joan Anguera. - 1989: Elsa Schneider, de Sergi Belbel i direcció de Ramón Simó. - 1990: El caballero de Olmedo, de Lope de Vega i direcció de Miguel Narros. - 1990: Les tres germanes, d'Anton Txékhov i direcció de Pierre Roman. - 1992: La filla del mar, d'Àngel Guimerà i direcció de Sergi Belbel. - 1992: Carícies, escrita i dirigida per Sergi Belbel. - 1993: Després de la pluja, escrita i dirigida per Sergi Belbel. - 1994: El mercader de Venècia, de William Shakespeare i direcció de Sergi Belbel. - 1994: Colometa la gitana i Qui... compra maduixes?, d'Emili Vilanova. - 1995: L'hostalera, de Carlo Goldoni i direcció de Sergi Belbel: Mirandolina - 1997: Sóc lletja, de Jordi Sánchez i Sergi Belbel, i direcció de Sergi Belbel. - 1998: Morir, escrita i dirigida per Sergi Belbel. - 1998: Fuita, de Jordi Galcerán i direcció d'Eduard Cortés. - 1999: L'estiueig, de Carlo Goldoni i direcció de Sergi Belbel: Giacinta. - 1999: Mesura per mesura, de William Shakespeare i direcció de Calixto Bieito: Isabel. - 2000: La plaça dels herois, de Thomas Bernhard i direcció d'Ariel García Valdés: Anna - 2000: Fragments d'una carta de comiat llegits per geòlegs, de Normand Chaurette i Sergi Belbel. - 2001: La dona incompleta, de David Plana i direcció de Sergi Belbel: secretària - 2002: Muelle Oeste / Moll oest, de Bernard-Marie Koltès i direcció de Sergi Belbel: Monique Pons. - 2003: El Cafè de la Marina, de Josep Maria de Sagarra i direcció de Rafel Duran: Caterina. - 2004: Les tres germanes, d'Anton Txékhov i direcció d'Ariel García Valdés: Olga - 2004: Casa de nines, d'Henrik Ibsen i direcció de Rafel Duran: Nora. - 2005: Les falses confidències, de Pierre de Marivaux i direcció de Sergi Belbel: Araminte - 2007: El llibertí, de Eric-Emmanuel Schmitt i direcció de Joan Lluís Bozzo: Sra. Therbouche. - 2011: Petits crims conjugals d'Eric-Emmanuel Schmitt i direcció de Xicu Masó: Lisa - 2013: Els feréstecs de Carlo Goldoni i direcció de Lluís Pasqual: Victòria - 2015: El Rei Lear de William Shakespeare. Dir. Lluís Pasqual al Teatre Lliure: Regan - 2016: La fortuna de Sílvia de Josep Maria de Sagarra. Dir. Jordi Prat i Coll a la Sala petita del TNC (producció Teatre Nacional de Catalunya i Teatres en Xarxa): Sílvia - 2019: Una història real, escrita i dirigida per Pau Miró - 2020: Monroe-Lamarr, escrita per Carles Batlle i dirigida per Sergi Belbel: Hedy Lamarr. - 2021: Sota la neu, escrita i dirigida per Anna Llopart a la Sala Beckett de Barcelona. - 2022: Desig, escrita per Josep Maria Benet i Jornet i dirigida per Sílvia Munt al Teatre Nacional de Catalunya: Ella. - 2023: Terra baixa (Reconstrucció d'un crim), Àngel Guimerà amb versió de Pablo Ley, dirigida per Carme Portaceli, a la Sala Gran del TNC | - 1990: Pont de Varsòvia, de Pere Portabella. - 1991: Les tres germanes, de Pierre Romans: Irina - 1996: El amor perjudica seriamente la salud, de Manuel Gómez Pereira: Maria José - 1998: Carícies, de Ventura Pons: dona jove - 1998: Atilano, presidente, de Santiago Aguilar i Luis Guridi: Sol Montes - 2000: Dones, de Judith Colell: Leo - 2002: Gossos, de Romà Guardiet: Eva - 2002: La vida de nadie, d'Eduard Cortés: Tina - 2003: Sara, de Sílvia Quer: Sara - 2004: Febrer, de Sílvia Quer: Sela Huber - 2006: Chapapote... o no, de Ferran Llagostera: Anna - 2006: Retrouver Sara, de Claude d'Anna: Marina - 2009: Eloïse, de Jesús Garay: la mare - 2009: Bullying, de Josetxo San Mateo: Júlia - 2022: L'Escanyapobres d'Ibai Abad - 1994: Poblenou, de Josep Maria Benet i Jornet: Mònica - 1996: Estació d'enllaç, de Jaume Cabré: episodis "Notícies" i "Fulls d'un dietari": Gisela - 1996-1997: Sitges, d'Eduard Cortés: Irene - 2000: Periodistas, d'Emilio Díaz: episodi Golpe a golpe. - 2000: Crims, de Jordi Frades: episodi Vèrtex. - 2001: Des del balcó, de Jesús Garay: Judit - 2002: Psico express, de Joan Lluís Bozzo: Susa - 2004: Majoria absoluta, de Sònia Sánchez: Totón - 2005: Ventdelplà: Marga Ribes - 2006: Mar de fons, de Josep Maria Benet i Jornet: Susanna Revert - 2010-2011: Infidels: Mariona Gàmiz 2011: La Riera, de David Plana: Judit |

## Premis
Alguns dels guardons que ha rebut són:
- 1988/1989: Premi revelació de la crítica teatral per Elsa Schneider.
- 1996/1997: Premi d'interpretació de la crítica teatral per Sóc lletja.
- 1996: Premi de l'ajuntament de Tarragona a la millor interpretació teatral femenina per L'hostalera.
- 2001: Premi Memorial Margarida Xirgu per La dona incompleta.[16][17]
- 2001: Premi Butaca a la millor actriu de repartiment per La dona incompleta.
- 2003: Premi Teatre BCN a la millor actriu per El cafè de la Marina.
- 2013: Premi Butaca a la millor actriu de repartiment per Els feréstecs.[18]
- 2018: Premi Butaca a la millor actriu de repartiment per La importància de ser Frank.[19]
- 2020: Premi Butaca a la millor actriu de repartiment per Una història real.[19]